# Frank O'Meara
Pour les articles homonymes, voir O'Meara.
Frank O'Meara, né Francis Joseph O'Meara à Carlow (Irlande) le 30 mars 1853 et mort jeune, dans la même ville, le 15 octobre 1888, est un artiste peintre irlandais.

## Biographie

### Enfance et famille

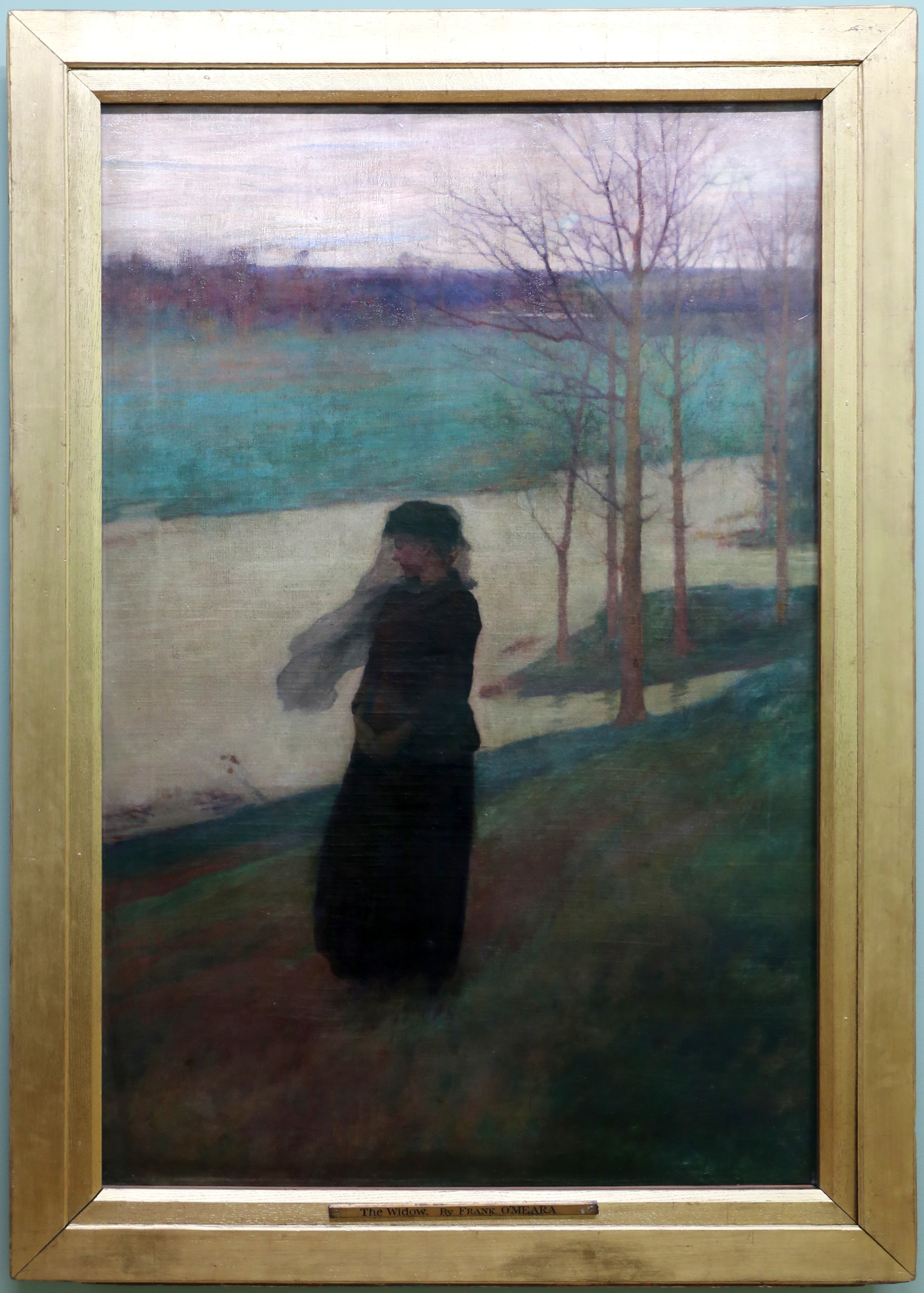
La Vedova (1882).

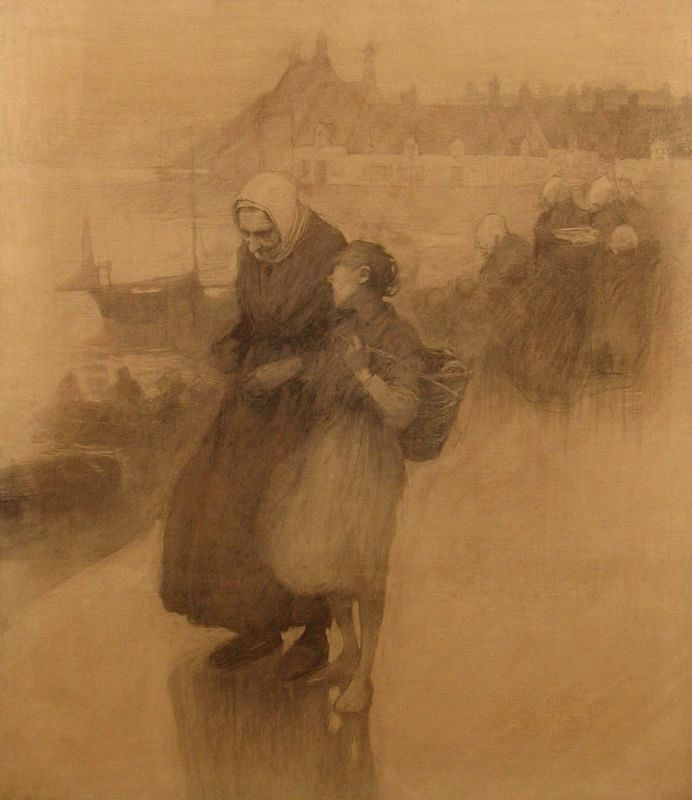
On the quays (1888) fusain sur toile.

Frank O'Meara naît le 30 mars 1853, à Carlow, du mariage de Thomas et Sarah Isbourne. C'est le plus jeune de sept enfants, son père est médecin et son grand-père, le Dr Barry Edward O'Meara était le médecin de Napoléon à Sainte-Hélène. La famille vit au 37, Dublin Street à Carlow. De 1869 à 1871, Frank O'Meara vit à Dublin. Un de ses premiers carnets de croquis montre des études de paysages du comté de Carlow, ainsi que des études d'églises et d'animaux. Sa mère meurt en 1873. C'est à la suite de cela, qu'il s'installe à Paris, où sa cousine Kathleen O'Meara est écrivaine et correspondante pour The Tablet.

### Carrière artistique
Frank O'Meara devient l'un des premiers élèves de Carolus-Duran au 81, boulevard du Montparnasse, travaillant aux côtés d'étudiants anglais, français et américains dont John Singer Sargent. Les autres étudiants remarquent une prédilection pour les sautes d'humeur et l'introspection, ce qui se reflète dans son travail. Certains émettent l'hypothèse que c'est la perte de ses deux frères et sœurs et de sa mère à un jeune âge qui a jeté ce sentiment de mélancolie sur sa personnalité.
En 1875, il fréquente les artistes de l'école de Barbizon, ceux de la colonie artistique d'Étaples et ceux de Grez-sur-Loing où il s'installe et finit par se lier d'amitié avec Robert Louis Stevenson. Frank O'Meara reste à Grez-sur-Loing pendant près de 11 ans, avec de brèves périodes d'absence pendant l'hiver ou pour des expositions. Il préfère la peinture en plein air, préférant la faible lumière du soir. Au printemps 1876, Fanny Osbourne et sa fille Isobel arrivèrent à Grez. Les Osbourne et les O'Meara développent une amitié, le couple visitant des galeries et des musées à Paris et peignant ensemble. Lorsque les Osbourne sont partis pour retourner en Californie en 1878, Frank O'Meara présente un portrait de lui-même peint par John Singer Sargent à Isobel, dont il serait tombé amoureux. Alors que nombre de ses amis quittent Grez, Frank O'Meara reste, vit à l'hôtel Chevillon et continue de peindre.
Il y a quelques éléments caractéristiques du travail de Frank O'Meara : des figures de femmes seules, souvent près de l'eau avec des arbres d'automne nus, dans la lumière du soir. Il y a un sentiment de mélancolie dans son travail que certains ont attribué à son malheur personnel : sa mauvaise santé, sa vie dans la pauvreté et deux amours ratés. Frank O'Meara est un compagnon populaire parmi les peintres anglophones, dont John Lavery, William Stott et Carl Larsson. Le travail de Stott porte la plus forte influence de Franck O'Meara, bien que Lavery note que de tous les artistes de Grez, Frank O'Meara l'a le plus influencé. Frank O'Meara expose Rêverie dans "A collection of pictures by British artists from the Paris salon" à la Fine Art Society de Londres en juillet 1882, et d'autres œuvres sont présentées à l'exposition d'automne de Liverpool en 1883 et au Royal Glasgow Institute of Fine Arts en 1884, 1885 et 1887. Frank O'Meara est un peintre qui prend son temps, produisant en moyenne seulement 3 tableaux par an.
Frank O'Meara retourne à Carlow au printemps 1888 et meurt le 15 octobre de la même année, à l'âge de 35 ans, souffrant de paludisme depuis plusieurs années. Il est considéré comme n'ayant jamais atteint son plein potentiel en tant qu'artiste en raison de sa longue maladie et de sa mort prématurée. En 1879, Frank O'Meara figure dans une exposition de la Royal Hibernian Academy avec le tableau The old old story. Son père prête alors une de ses toiles au Dublin Arts Club en 1889. Son travail a été inclus dans The peasant in nineteenth-century French art du XIXe siècle, à la Douglas Hyde Gallery de Dublin, en 1983, The Irish impressionists à la National Gallery of Ireland en 1984 et au Ulster Museum en 1985, et Frank O'Meara and his contemporaries à la Hugh Lane Municipal Gallery de Dublin, Crawford Art Gallery, Cork et Ulster Museum en 1989. Cinq de ses œuvres sont exposées à la Hugh Lane Gallery of Modern Art, à Dublin. Un autre peut être vu au musée d'Ulster de Belfast. Le travail de Frank O'Meara a été décrit comme étant redécouvert à la fin des années 1990, les prix de ses peintures aux enchères atteignant des prix imprévus. En mai 1999, lors d'une vente aux enchères chez Christie's à Londres, Reverie s'est vendu plus de dix fois l'estimation, à 496 500 £.